# 奈迈什伦派霍尔洛什
奈迈什伦派霍尔洛什，是匈牙利沃什州所辖的一个村，总面积12.05平方公里，总人口280，人口密度23.2人/平方公里（2010年1月1日）。